# خسرو أباد (سلماس)
خسرو أباد هي قرية آشورية مسيحية في مقاطعة سلماس، إيران. يقدر عدد سكانها بـ 181 نسمة بحسب إحصاء 2016.